# Idol Densetsu Eriko
Idol Densetsu Eriko (яп. アイドル伝説えり子 Легендарная звезда Эрико) — японский аниме-сериал, выпущенный студией Ashi Productions. Транслировался по телеканалу 3 апреля 1989 года с года по 26 марта 1990 года. Всего выпущена 51 серия аниме. Сериал также транслировался на территории Италии, Испании и арабских стран. Прообразом главной героини стала известная японская айдору Эрика Тамура.

## Сюжет
Сюжет разворачивается вокруг Эрико Тамуры, председателя «музыкальной компании Тамура» и единственной дочери Минако Тамуры, бывшей и знаменитой певицы Японии. Обладая врождённым даром к красивому пению, Эрико всегда очаровывал мир музыкальной эстрады, однако против этого выступали родители. Однако жизнь Эрико радикально меняется после того, как родители попали в автокатастрофу, отец скончался на месте, а мать впала в кому. Теперь девушка решает сама стать певицей, однако её родной дядя, намеревается сам заполучить музыкальную компанию Тамура и Эрико становится главным препятствием, поэтому дядя запретными методами создаёт разные препятствия девушке, несмотря на это Эрико удаётся стать знаменитой айдору и покорить сердца жителей Японии.

## Список персонажей
Эрико Тамура (яп. 田村 えり子)
Сэйю: Акико Ядзима
Главная героиня истории, ей 14 лет. После трагедии в автокатастрофе и смерти отца решает пойти по стопам родителей и войти в мир шоу-бизнеса. Мешает своему дяде Косукэ Тамуре в достижении своих целей.
Юсукэ Тамура (яп. 田村 雄介)
Сэйю: Такая Хаси
Бывший знаменитый певец, после женитьбы оставил свою карьеру. Погибает в начале истории во время аварии.
Минако Тамура (яп. 田村 美奈子)
Сэйю: Кумико Такидзава
Мать Эрико и жена Юсукэ, ныне вдова. Была когда то знаменитой певицей и стала музыкальным продюсером. После аварии впадает в кому, однако после выздоровления полностью теряет память.
Рэй Асагири (яп. 朝霧 麗)
Сэйю: Наоко Мацуи
Молодая и талантливая певица, воспитанная отцом Эрико — Юсукэ. Имеет скрытный и сдержанный характер, выступает в качестве соперницы для Эрики и ревнует к ней.
Сёдо Асаги (яп. 阿木 星吾)
Сэйю: Ясунори Мацумото
Лучший друг Эрико, питает к ней любовные чувства и всеми способами стремится помочь ей в карьере. Между тем Рэй питает к нему тёплые чувства.
Косукэ Тамура
Сэйю: Сёдзо Иидзука
Дядя Эрико и брат Юсукэ, который берёт на себя обязанности в управлении компании Тамура. Так как Эрика имеет большой потенциал стать знаменитой певицей и управляющей компанией, Косукэ видит в ней главную угрозу для себя и создаёт разные трудности в её карьере. Имеет двуличный характер, склонен к вранью.